# Maria Rességuier
Maria Teresa Julia z Kinskych Resseguier de Miremont (ur. 12 kwietnia 1849 w Ischl) – austriacka hrabina, zarządca majątku Kinskych w Nisku, działaczka społeczna i charytatywna. 

## Życiorys
Jej ojcem był hrabia Eugeiusz Kinsky, natomiast matką, wywodząca się z rodziny górniczej Maria Zauner. W 1868 poślubiła w Wiedniu hrabiego Oliviera Resseguiera de Miremont, z którym przeprowadziła się do Niska. Małżonkowie objęli w zarząd tutejszy majątek Eugeniusza Kinskyego. W latach 1873-1875 wznieśli pałac, a w 1883 dobra niżańskie stały się ich wyłączną własnością. Przystąpili wówczas do modernizacji majątku. 
Oprócz działalności biznesowej poświęciła się również sprawom społecznym i charytatywnym, na tyle, że uzyskała przydomek "Dobrodziejki Niska". Była aktywna w organizacjach kościelnych (katolickich). Uczestniczyła w pracach komitetu budowy niżańskiej świątyni i sprowadziła do miejscowości zakonnice Służebniczki Dębickie celem obsadzenia lokalnej ochronki wraz z kaplicą Ducha Świętego (1910). Wzniosła za własne środki szpital. Wspomagała finansowo inne inicjatywy oddolne, jak również udzielała pomocy ubogim.